# 윈드로즈 항공
윈드로즈 항공(영어: Windrose Airlines, 우크라이나어: Роза Вітрів)은 우크라이나의 전세 항공사로 본사는 우크라이나 키예프에 위치해 있으며 2003년에 설립했다. 또한 사용하고 있는 허브 공항으로 키예프에 위치한 보리스필 국제공항이 있다.

## 보유 기종
- 2020년 7월 기준으로 윈드로즈 항공은 다음과 같은 기종을 보유하고 있으며 평균 기령은 14.2년이다.[1][2]

## 같이 보기
- 에어로스비트 항공
- 우크라이나 국제항공